# Pingermühle
Die Pingermühle ist heute ein Gemeindeteil der Oberpfälzer Stadt Pleystein im Landkreis Neustadt an der Waldnaab; dort bestand früher der Hammer Vöslesrieth, danach gab es dort eine Mühle, ein Sägewerk und bis Mitte des 20. Jahrhunderts eine Glasschleife. All diese Werke wurden vom Wasser des Zottbaches angetrieben.

## Geschichte
Im Salbuch der Herrschaft Pleystein wurde 1454 das „Hammerfeld Fesslersried“ erwähnt. In der Musterungsliste von 1561 wurde bestätigt, dass der Hammermeister zu Vöslesrieth mit Waffen und Rüstung erschienen war. Die zu dem Hammer gehörende Mühle hatte der Müller Ebert in Besitz. Am 14. Dezember 1518 kaufte der Landgraf von Leuchtenberg Johann IV. den Zins von der Hammerstatt Vöslesrieth zusammen mit den Hämmern Peugenhammer und Pfrentsch von den Erben des Hans Windisch zu Pleystein. 1560 wurde nur noch von der Pingermühle berichtet, der Hammer dürfte also eingestellt und in eine Mühle umgebaut worden sein. 1627 kam in der Rechnung der Hofmark Miesbrunn Michael Schaller zu Vöslesrieth vor, der von der „alten Hammerstatt Vöslesrieth“ sechs Schilling Zins bezahlen musste.
Hans Pinger von Vöslesrieth soll die erste Mühle auf der alten Hammerstatt an der Zott errichtet haben; nach ihm ist dieser Ort benannt, 1549 wurde die „Pyngermühl“ im Pleysteiner Steuerverzeichnis erwähnt. 1560 war Konz Kermüller der Besitzer, 1572 wurde Lienhard Stengl als Eigentümer genannt. Am 21. August 1584 verkaufte er mit Zustimmung des Pleysteiner Pflegers Sebastian von Brand die Mühle mit allen Zugehörigkeiten an Niklas Groß zu Stefling. Dessen Erben verkauften den Besitz 1627 an Hans Groß.
Während des Dreißigjährigen Krieges verwüsteten Kroaten unter dem Oberst Marco Corpes 1634 die Pingermühle. Noch zwei Jahre danach konnte Hans Groß nicht auf der Mühle wohnen, hatte aber einen Mahlgang wieder aufgerichtet. Arbeit war keine vorhanden und so konnte er auch das Mastschwein als alljährliche Abgabe an die Herrschaft nicht abgeben und ersuchte 1636 um den Erlass der Abgaben. Er ließ sich in Pleystein nieder und verpachtete seinen Besitz an Christoph Hartung von Waldthurn. 1650 war Helene Spannerbock im Besitz der Mühle, sie war die Witwe des Pleysteiner Pflegers Gerhard Spannerbock. Ihr Schwiegersohn Wilhelm Damourmeister, Pflegsverweser von Pleystein, veräußerte in ihrem Namen die Mühle am 22. März 1652 an Georg Piehler, Bestandsmüller von der Grubmühle zu Waldthurn. Der Müller musste vertragsgemäß hinter der Zott eine Brücke für den allgemeinen Verkehr offen halten. Die Familie Piehler blieb 200 Jahre im Besitz der Mühle; am 24. November 1861 verehelichte sich Theresia Piehler mit Matthias Balk, dem Besitzer von Rammelsleuten (heute ein Gemeindeteil von Pleystein). Er verkaufte sein Gut zu Rammelsleuten und zog auf die Pingermühle. Er war ein sehr aktiver Unternehmer und betrieb neben der Mühle ein Sägewerk, ein Schleif- und Polierwerk sowie die Landwirtschaft. 1867 baute er zusätzlich eine Eisendreherei auf. Bis 1920 blieb das Werk im Besitz der Familie Balk, am 7. Februar 1920 veräußerte Albert Balk seinen Besitz an die Firma J. Bach. Edwin Bach musste am 14. März 1934 das Schleif- und Polierwerk sowie den Grundbesitz an die Stadt Pleystein verkaufen, die den ganzen Besitz am 10. Mai 1941 an die Firma Bausch-Werke oHG weiterverkaufte. Nach dem Zweiten Weltkrieg machte Edwin Bach geltend, dass er als Jude in der NS-Zeit gezwungen worden war, seinen Besitz unter Wert an die Stadt Pleystein zu veräußern. In einem 20 Jahre dauernden Verfahren wurden die Ansprüche von Edwin Bach letztinstanzlich zurückgewiesen und am 1. April 1968 wurden die auf dem Besitz eingetragenen Rückerstattungsvermerke im Grundbuch gelöscht.
Heute besteht nur noch das Mühlengebäude in der Ortschaft Pingermühe, das im Zuge des 80 km langen Glasschleiferweges, der von Pleystein nach Moosbach, Saubersrieth, Eslarn, Waidhaus, Georgenberg und zurück nach Pleystein führt, erwandert werden kann.

## Baulichkeit
Erhalten ist das aus dem 18. Jahrhundert stammende und unter Denkmalschutz stehende Wohnhaus der Mühle. Dieses ist ein zweigeschossiger Walmdachbau mit Werksteinfassungen.